# Fest-Marsch (1893)
Den här artikeln handlar om Fest-Marsch op. 452, ej att förväxlas med Fest-Marsch (1847) op. 49.
Fest-Marsch, op. 452, är en marsch av Johann Strauss den yngre. Den spelades första gången den 4 juni 1893 i Pratern i Wien.

## Historia

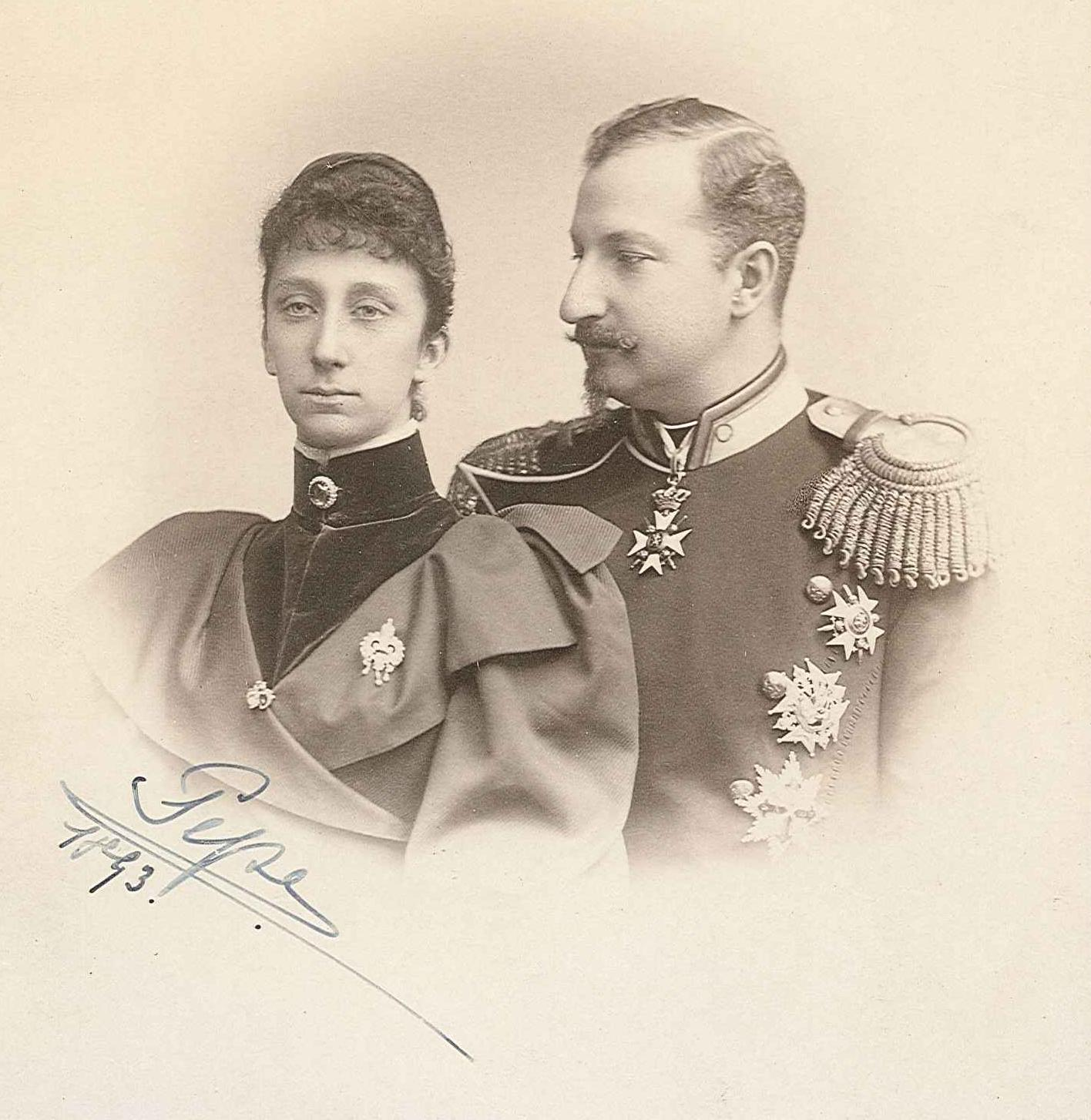
Prinsessan Marie-Louise och furst Ferdinand av Bulgarien.

46 år efter sin första Fest-Marsch (1847) (op. 49) komponerade Johann Strauss ett andra verk med den titeln. Den senare marschen var en av två gåvor till bröllopet mellan den dåvarande fursten och senare tsar Ferdinand av Bulgarien, och prinsessan Marie Louise av Bourbon-Parma den 20 april 1893. Förutom marschen, som var tillägnad fursten, komponerade även Strauss valsen Hochzeitsreigen (op. 453) till den unga prinsessan.
Strauss var god vän med prins Ferdinand (född hertig av Sachsen-Coburg-Gotha) sedan prinsen hade varit behjälplig med formaliteterna inför giftermålet mellan Strauss och tredje hustrun Adèle den 15 augusti 1887. Marschen framfördes första gången vid en "Monsterkonsert" (då alla regementsmusiker i Wien deltog) den 4 juni i nöjesparken Pratern i Wien. Alla regementenas kapellmästare turades om att dirigera det långa programmet inför en publik på över 10 000 besökare. I andra delen av konserten spelade en fulltalig orkester, inklusive stråkar, medan den första delen bestod av musikkårer med mässingsinstrument. Strauss Fest-Marsch hade arrangerats för militärorkester av kapellmästare Johann Nepomuk Král och dirigerades av kapellmästaren för 2:a Infanteriregementet, Alois Kraus (1840-1923).
Fest-Marsch framfördes i orkesterversionen första gången den 12 november 1893 (tillsammans med Hochzeitsreigen) vid en av Eduard Strauss söndagskonserter i Musikverein. Johann Strauss dirigerade själv verket till publikens jubel.

## Om marschen
Speltiden är ca 3 minuter och 42 sekunder plus minus några sekunder beroende på dirigentens musikaliska tolkning.

## Weblänkar
- Fest-Marsch i Naxos-utgåvan.